# Gálatas 2
Gálatas 2 é o segundo capítulo da Epístola aos Gálatas, de autoria do Apóstolo Paulo, que faz parte do Novo Testamento da Bíblia.

## Estrutura
I. Narrativa das experiências de Paulo em apoio à alegação de ser detentor do verdadeiro apostolado (continuação de Gálatas 1)
1. Esteve sob a direção divina em seu labor entre os gentios, e no caso de Tito, um grego, havia insistido em que ficasse livre da observância da lei cerimonial, v. 1-5
2. A igreja em Jerusalém respaldou seu apostolado e seu trabalho entre os gentios, v. 7-10
3. Não vacilou em repreender Pedro, Barnabé e outros judeus cristãos quando viu que estavam cedendo a tendências cerimoniais, v. 11-14
II. A defesa da doutrina da justificação pela fé sem as obras da Lei
1. Ao mostrar a insensatez dos judeus cristãos que abandonavam a nova fé e sua luz e regressavam ao legalismo, v. 15-21

## Manuscritos originais
- O texto original é escrito em grego Koiné.
- Alguns dos manuscritos que contém este capítulo ou trechos dele são:
  - Papiro 46
  - Papiro 99
  - Codex Vaticanus
  - Codex Sinaiticus
  - Codex Alexandrinus
  - Codex Ephraemi Rescriptus
  - Codex Freerianus
  - Codex Claromontanus
- Este capítulo é dividido em 21 versículos.